# جی چونمی
 جی چونمی (انگلیسی: Ji Chunmei؛ زادهٔ ۱۴ فوریهٔ ۱۹۸۶) یک تنیس‌باز اهل جمهوری خلق چین است.